# Edoardo Rocchi
Edoardo Rocchi (Foligno, 8 settembre 1965) è un ex ciclista su strada italiano, professionista dal 1987 al 1992. L'unico successo nella massima categoria fu il Giro dell'Umbria nel 1991; tuttavia è degno di nota qualche piazzamento di rilievo, come il terzo posto nella medesima manifestazione l'anno precedente, stagione in cui si piazzò anche quinto al Giro di Toscana e nono alla Tre Valli Varesine. Concluse sesto al Giro del Veneto 1988.

## Palmarès
- 1985 (dilettanti)

Giro del Casentino
- 1986 (dilettanti)

Gran Premio Chianti Colline d'Elsa
Gran Premio Industria del Cuoio e delle Pelli
- 1991 (Jolly Componibili, una vittoria)

Giro dell'Umbria

## Piazzamenti

### Grandi Giri
- Giro d'Italia

1987: 58º
1988: 111º
1989: 89º
1991: 114º
- Vuelta a España

1992: ritirato

### Classiche monumento
- Milano-Sanremo

1989: 84º
1990: 17º